# Фумоне (Фрозиноне)
Фумоне (итал. Fumone) је насеље у Италији у округу Фрозиноне, региону Лацио.
Према процени из 2011. у насељу је живело 1342 становника. Насеље се налази на надморској висини од 679 м.

## Становништво
Према резултатима пописа становништва 2011. у општини је живело 2.180 становника.
| 1936. | 1951. | 1961. | 1971. | 1981. | 1991. | 2001. | 2011. |
| ----- | ----- | ----- | ----- | ----- | ----- | ----- | ----- |
| 2.297 | 2.257 | 2.125 | 1.892 | 2.037 | 2.093 | 2.153 | 2.180 |